# Vieska nad Blhom
Vieska nad Blhom (Hongaars: Balogújfalu) is een Slowaakse gemeente in de regio Banská Bystrica, en maakt deel uit van het district Rimavská Sobota.
Vieska nad Blhom telt 176 inwoners in 2021.

## Bevolking
Op 1 januari 2021 had Vieska nad Blhom 176 inwoners: hiervan waren er 165 etnisch Hongaars (93,75%), 6 Slowaaks  (3,41%) en 5 Roma (2,84%). Van deze 176 inwoners spraken 171 inwoners het Hongaars als moedertaal - oftewel 97,16% van de totale bevolking. Hiermee heeft Vieska nad Blhom het grootste percentage Hongaarastaligen in Slowakije en na Jestice het hoogste percentage etnische Hongaren. De overige 5 inwoners spraken het Slowaaks als moedertaal, oftewel 2,84% van alle inwoners.
| Inwoners | 158 | 150 | 164 | 176 |

De bevolking van Vieska nad Blhom is jong: 46 personen zijn tussen de 0-14 jaar oud (26,14%), 114 personen zijn tussen 15-64 jaar oud (64,77%) en 16 personen zijn 65 jaar of ouder (9,09%). De oudste inwoner was een 86-jarige vrouw, terwijl er 3 baby's werden geregistreerd.
De grootste religie was de Rooms-Katholieke Kerk met 110 leden, oftewel 62,5% van de bevolking. De Hervormde kerk had 43 leden, oftewel 24,43% van de bevolking. De resterende 23 personen hadden geen religie(ueze overtuiging), oftewel 13,07% van de bevolking.

Abovce · Babinec · Barca · Bátka · Belín · Blhovce · Bottovo · Budikovany · Cakov · Čerenčany · Čierny Potok · Číž · Dolné Zahorany · Dražice · Drienčany · Drňa · Dubno · Dubovec · Dulovo · Figa · Gemerček · Gemerské Dechtáre · Gemerské Michalovce · Gemerský Jablonec · Gortva · Hajnáčka · Hodejov · Hodejovec · Horné Zahorany · Hostice · Hostišovce · Hrachovo · Hrušovo · Hubovo · Hnúšťa · Husiná · Chanava · Chrámec · Ivanice · Janice · Jesenské · Jestice · Kaloša · Kesovce · Klenovec · Kociha · Konrádovce · Kráľ · Kraskovo · Krokava · Kružno · Kyjatice · Lehota nad Rimavicou · Lenartovce · Lenka · Lipovec · Lukovištia · Martinová · Neporadza · Nižný Skálnik · Nová Bašta · Orávka · Ožďany · Padarovce · Pavlovce · Petrovce · Poproč · Potok · Radnovce · Rakytník · Ratkovská Lehota · Ratkovská Suchá · Riečka · Rimavská Baňa · Rimavská Seč · Rimavská Sobota · Rimavské Brezovo · Rimavské Janovce · Rimavské Zalužany · Rovné · Rumince · Slizké · Stará Bašta · Stránska · Studená · Sútor · Šimonovce · Širkovce · Španie Pole · Štrkovec · Tachty · Teplý Vrch · Tisovec · Tomášovce · Uzovská Panica · Valice · Včelince · Večelkov · Veľké Teriakovce · Veľký Blh · Vieska nad Blhom · Vlkyňa · Vyšné Valice · Vyšný Skálnik · Zacharovce · Zádor · Žíp